# Madelene van Aardt
Madelene van Aardt (geboren als Madelene Olivier; * 14. August 1896 in Graaff-Reinet, Südafrika; † 6. Juli 1982) war eine südafrikanische Komponistin und Lehrerin.

## Leben
Madelene van Aardt studierte am Trinity College in London und wurde mit dem Diplom Associate of Trinity College London (ATCL) graduiert. Später lebte sie in Sommerset East. Sie war eine der wenigen Komponistinnen, die leichte Musik in der Sprache Afrikaans komponierten. Sie arbeitete mit dem südafrikanischen Schauspieler, Komponisten und Pianisten Felix De Cola (1906–1983) zusammen.

## Werke (Auswahl)
- Fusion für Klavier, Kapstadt, 1935
- Heimwee für Gesang und Klavier, Voortrekkerpers, Johannesburg, 1945 Text: Justus Latsky (Afrikaans) OCLC 934919763. Eingespielt von Chris A. Blignaut beim Label Columbia.[3] Ivan Rebroff sang das Lied auf der LP Ivan Rebroff sing vir ons, die 1969 beim Label CBS erschien.
- I’ll be waiting für Gesang und Klavier, Voortrekkerpers, Johannesburg, 1944 Text: Mary Astor
- I Wonder Why für Gesang und Klavier, Felix de Cola, Kapstadt
- Onthou jy nog für Gesang und Klavier, bearbeitet von Felix de Cola, R. Muller, Kapstadt, 1935 Text: Justus Latsky OCLC 638285464 Eingespielt von Chris A. Blignaut beim Label Columbia.[3]